# Pygomeles petteri
Pygomeles petteri là một loài thằn lằn trong họ Scincidae. Loài này được Pasteur & Paulian mô tả khoa học đầu tiên năm 1962.